# Конарев, Николай Семёнович
Николай Семёнович Ко́нарев (19 января 1927 года, Сталино, УССР, СССР, — 10 апреля 2007 года, Москва, Россия) — министр путей сообщения СССР (1982—1991 гг.). Депутат Совета Союза Верховного Совета СССР 11 созыва (1984—1989 гг.) от Грузинской ССР. Член ЦК КПСС (1986—1990). Почётный гражданин Харькова.
В период его деятельности на посту министра был достигнут исторически максимальный годовой объём погрузки на железных дорогах СССР 4 млрд 100 млн тонн (1988 год), вместе с тем на железнодорожном транспорте произошёл ряд масштабных катастроф.

## Биография

### Детство
Родился 19 января 1927 года в Сталино, детство провёл на Кубани, в станице Петровской, позже семья Конаревых переехала сначала в станицу Ивановскую, а затем в город Невинномысск.
В Невинномысске пережил немецкую оккупацию, принимая участие в диверсиях против отступающих войск врага. После освобождения Невинномысска окончил среднюю школу, вступил в комсомол и пытался уйти добровольцем на фронт, но не прошёл по зрению.

### Работа на железнодорожном транспорте
В июне 1949 года окончил Харьковский институт инженеров железнодорожного транспорта по специальности «Движение» и получил распределение на Южную железную дорогу, где работал инженером по технике безопасности на крупной станции Основа, являвшейся важным центром Харьковского железнодорожного узла. В этом же месяце он женился.
Некоторое время спустя назначен заместителем начальника станции Лозовая. С 1952 года член ВКП(б). В 25 лет стал заместителем начальника отделения — начальником отдела эксплуатации отделения дороги. Проработав в этой должности полтора года, в декабре 1953 года был назначен помощником начальника дороги. Впоследствии назначен начальником отдела условий перевозок коммерческой службы Южной дороги. Около года спустя переведён начальником оперативного отдела Основянского (Харьковского) отделения ЮЖД.
В 1959 году назначен первым заместителем начальника Основянского отделения Южной дороги. В том же году ему был вручён знак «Почётный железнодорожник». В 1960 году назначен начальником службы движения той же дороги. Внедрив комплексную технологию перевозочного процесса на дорожных направлениях, он в 1962 году стал первым заместителем начальника дороги.
С 1972 по 1976 год — начальник Южной железной дороги.

#### Работа в Министерстве путей сообщения
В январе 1976 года назначен заместителем министра путей сообщения, а в январе 1977 года — первым заместителем министра с одновременным руководством Главным управлением движения поездов.
После выступления на ноябрьском (1982) Пленуме ЦК КПСС Генерального секретаря Ю. В. Андропова, в котором критически было оценено положение на железнодорожном транспорте, был снят с должности тогдашний министр путей сообщения И. Г. Павловский, и Н. С. Конарев назначен на этот пост.
По инициативе Конарева, после проведённых испытаний, была увеличена загрузка товарных вагонов, что позволило значительно повысить эффективность перевозок грузов. В 1988 году отрасль достигла наивысших показателей не только в стране, но и в мировой практике, превзойдя, к примеру, американские железные дороги по объёмам перевозок в 2 раза, по съёму продукции с 1 километра пути — в 5 раз.
По инициативе Конарева и при его непосредственном участии в Харькове были построены: метрополитен, спортивный дворец и плавательный комплекс олимпийского уровня, 40-километровая трамвайная линия в Салтовский жилой массив, восстановлен Кузинский путепровод, построены психоневрологический комплекс в Померках и хирургический комплекс в Залютино. Николай Семёнович — почётный гражданин Харькова.
Во время пребывания его на посту министра произошла серия масштабных железнодорожных катастроф, унёсших тысячи жизней. Среди самых известных:
- Крушение на станции Користовка — 1986 год
- Крушение на станции Каменская — 1987 год
- Арзамасская железнодорожная катастрофа — 1988 год
- Крушение поезда «Аврора» (1988) — 1988 год
- Железнодорожная катастрофа под Уфой — 1989 год
- Крушение на станции Ельниково — 1990 год

Всего с 1983 по 1991 год в СССР произошло свыше 40 крупных железнодорожных катастроф.

### Деятельность после ухода с должности министра

Могила Конарева на Ваганьковском кладбище Москвы.

В феврале 1991 года написал на имя Президента СССР заявление об отставке, указав в нём на своё принципиальное неприятие многих аспектов проводившейся политики перестройки.
После ухода с должности министра, в начале 1990-х годов, Конарев создал транспортную корпорацию «Интертранс», стал её совладельцем и занял должность председателя. Оставался на этой должности до своей смерти.
Опубликовал более 50 научных трудов, в которых была разработана теория железнодорожных стыков, комплексная технология железнодорожных перевозок и другие.
Умер 10 апреля 2007 года в Москве.

## Награды и звания
- орден Ленина (16 января 1987)[1]
- орден Октябрьской Революции (28 февраля 1974)
- два ордена Трудового Красного Знамени (4 августа 1966, 4 мая 1971)
- орден Дружбы народов (22 января 1982)
- медали
- Благодарность Президента Российской Федерации (18 января 2007) — за большой вклад в развитие железнодорожного транспорта и многолетний добросовестный труд[2]
- Почётная грамота Правительства Российской Федерации (20 января 1997) — за большой личный вклад в обеспечение устойчивой работы железнодорожного транспорта, многолетний добросовестный труд и в связи с 70-летием со дня рождения
- Почётный железнодорожник
- Почётный работник морского флота
- знаки «Шахтёрская слава» трёх степеней

Доктор технических наук, президент Общества дружбы народов России и Финляндии, почётный гражданин Харькова.

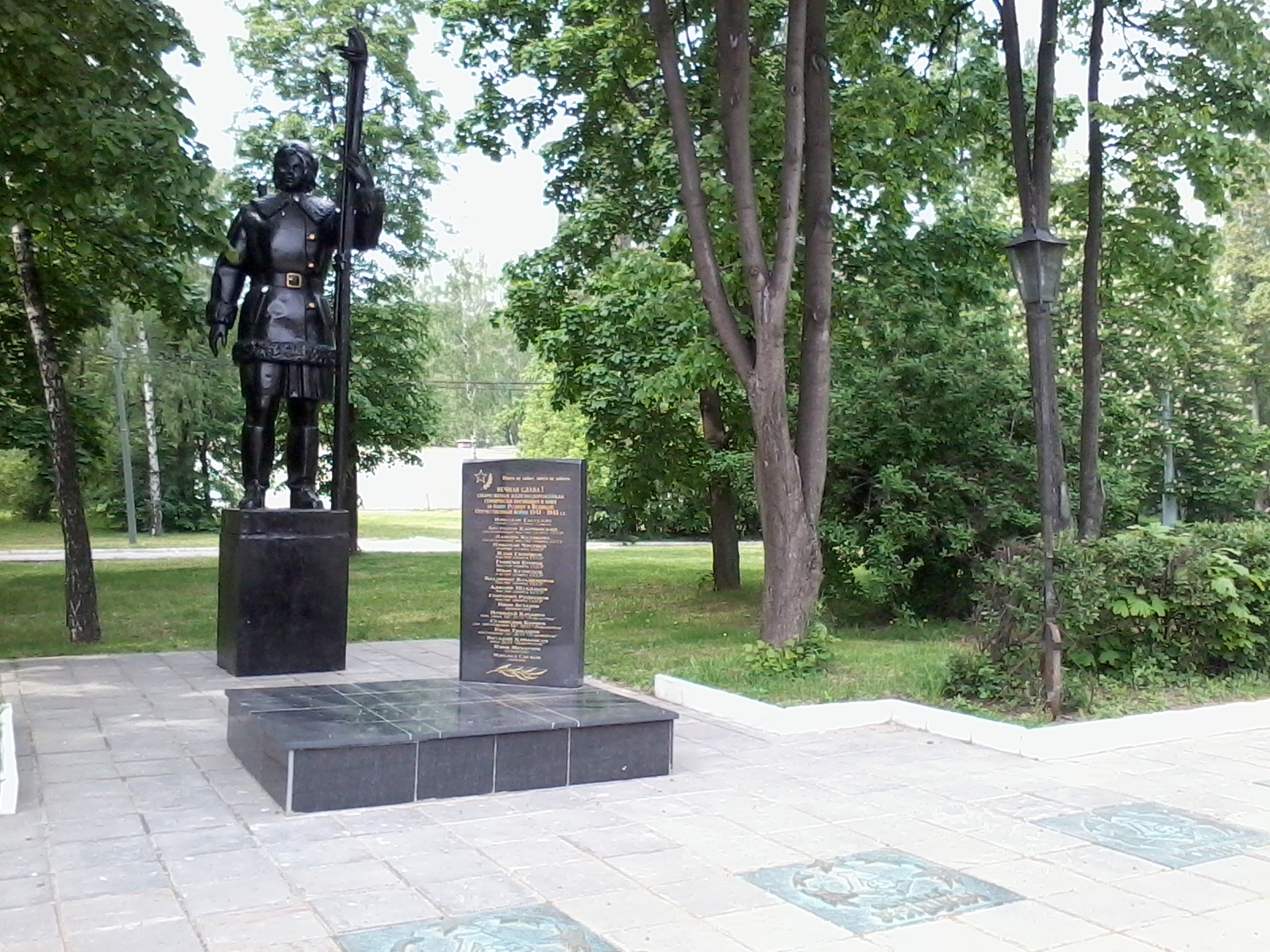
Аллея Славы

## Память
- Имя Конарева увековечено на Аллее славы стадиона «РЖД Арена».
- В 2006 году фирменный поезд Харьков — Москва получил название «Николай Конарев».
- С 2014 по 2016 годы имя Николая Конарева носила одна из улиц Харькова.
- В Невинномысске в средней школе № 1 установлена мемориальная доска Н. С. Конареву[3]
- Электровоз ЧС7 168 приписки депо ТЧ-2 «Харьков-Главное» носил имя Николая Конарева до ремонта на ЗЭРЗ в 2012 году.